# Senado de los Estados Unidos
El Senado de los Estados Unidos es la cámara alta del Congreso de los Estados Unidos, y junto con la Cámara de Representantes, emana la legislación federal. El Senado está localizado en el ala norte del Capitolio de los Estados Unidos en Washington D. C.
La composición y las atribuciones del Senado se establecen en el Artículo I de la Constitución de los Estados Unidos. Cada estado es representado por dos senadores, independientemente de su población, elegidos por un mandato reelegible de seis años. Habiendo 50 estados en la Unión, actualmente hay 100 senadores. De 1789 a 1913, los senadores fueron nombrados por las legislaturas de los estados que representaban; ahora son elegidos por voto popular, tras la ratificación de la Decimoséptima Enmienda en 1913.
Como cámara alta del Congreso, el Senado tiene varios poderes de consejo y consentimiento que le son exclusivos. Estos incluyen la aprobación de tratados y la confirmación de secretarios de gabinete, jueces de la Corte Suprema, jueces federales, oficiales generales y almirantes, funcionarios reguladores, embajadores, otros funcionarios ejecutivos federales y otros oficiales uniformados federales. Además de estos, en los casos en que ningún candidato reciba una mayoría de electores para vicepresidente, el deber recae en el Senado de elegir uno de los dos principales destinatarios de electores para ese cargo. Además, el Senado tiene la responsabilidad de conducir los procesos de destitución de los acusados por la Cámara.
El Senado es ampliamente considerado un cuerpo más deliberativo y más prestigioso que la Cámara de Representantes debido a sus mandatos más largos, tamaño más pequeño y representación en todo el estado, lo que históricamente condujo a una organización más colegiada y un ambiente menos partidista. El funcionario que preside el Senado es el vicepresidente de los Estados Unidos, quien es presidente del Senado. En ausencia del vicepresidente, el presidente pro tempore, que habitualmente es el miembro de mayor rango del partido que ocupa la mayoría de los escaños, preside el Senado. A principios del siglo XX, comenzó la práctica de que los partidos mayoritarios y minoritarios eligieran a sus líderes, aunque no son funcionarios constitucionales.

## Generalidades
En el Senado, cada estado está representado por dos miembros. Como resultado de ello hay en total 100 senadores. Los Senadores están en el cargo por períodos de seis años diseñados para que en las elecciones se renueve un tercio de los Senadores cada dos años (son clases de senadores). El vicepresidente de los Estados Unidos es el presidente del Senado y dirige las sesiones de este; con todo, no es un senador y su voto no cuenta, con la excepción de los casos en que hay empates. Pocas veces el vicepresidente actúa como presidente del Senado y, por lo general, solo actúa como tal en los casos que su voto es válido para solucionar un empate, o durante las ocasionales ceremonias, por lo que el deber de presidente del Senado usualmente recae en el presidente pro tempore, quien por tradición es el senador más antiguo del partido que posee la mayoría en el Senado, quien casi siempre delega la tarea de presidir a un senador júnior de su mismo partido.
El Senado es considerado como un cuerpo de mayores deliberaciones que la Cámara de Representantes, la cantidad de senadores es menor que la de representantes y sus miembros permanecen en el cargo por un período de mayor duración, permitiendo así un ambiente más colegial y no tan partidista, de esta forma se mantiene más alejado de la opinión pública que la Cámara. El Senado tiene varios poderes exclusivos, los cuales se encuentran enumerados en el artículo primero de la Constitución de los Estados Unidos; el más significativo es que el presidente no puede ratificar tratados internacionales o, con raras excepciones, no puede realizar designaciones importantes de autoridades (siendo las de mayor importancia los embajadores, miembros del poder judicial federal, incluyendo a la Corte Suprema y miembros del Gabinete) sin el consentimiento y los consejos del Senado.

## Historia

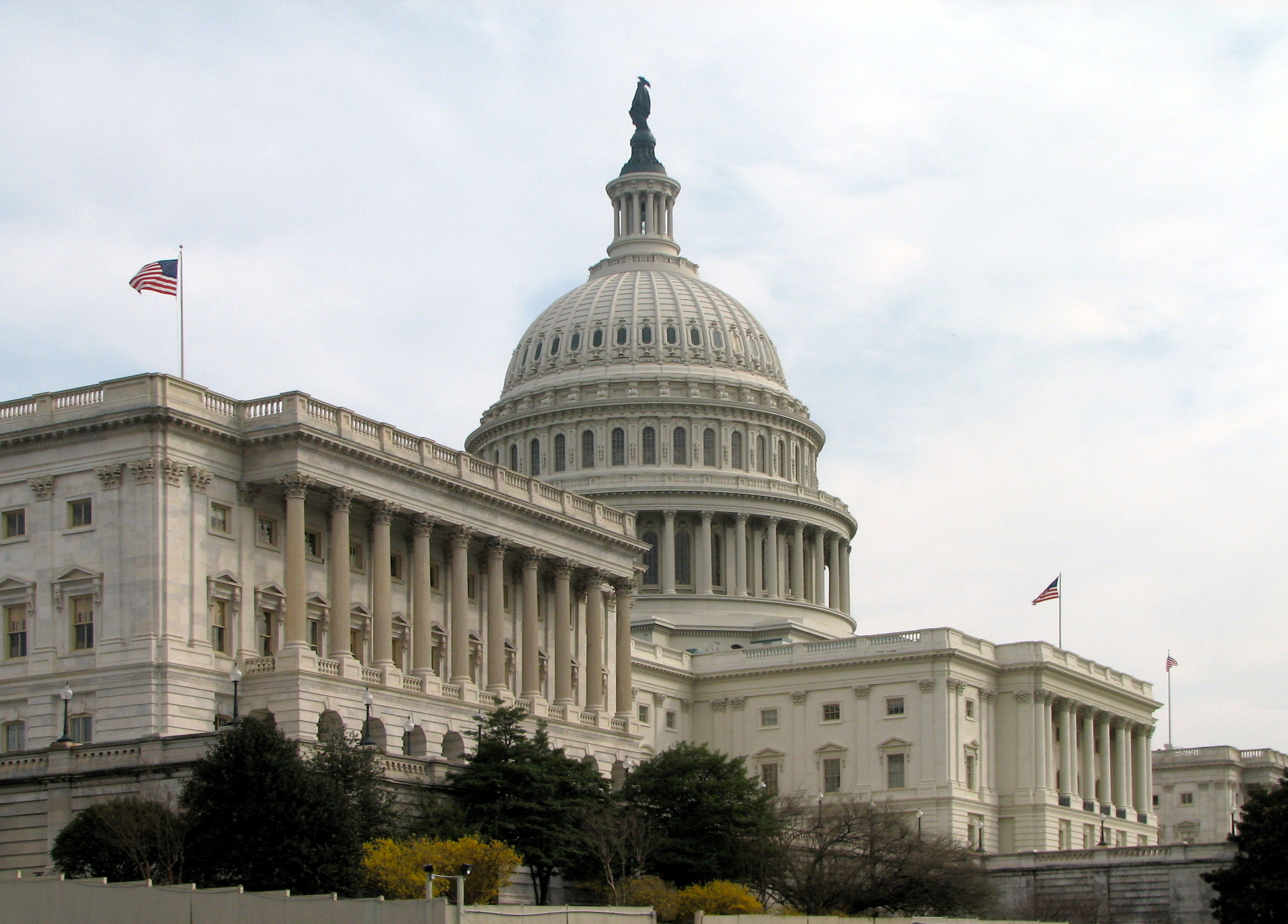
El lado del Senado en el Capitolio de los Estados Unidos en Washington D. C.

Los padres de la Constitución crearon un Congreso bicameral por el deseo de tener dos cámaras para que se fiscalizaran entre ellas. La intención de una cámara era ser la «cámara del pueblo», la cual sería sumamente sensible a la opinión pública. La otra cámara tenía como fin el representar a los estados. Hasta 1913, los senadores eran elegidos por las legislaturas de los estados y no por votación popular; en ese año se promulgó la Decimoséptima Enmienda, la cual establecía la elección senatorial vía elección popular directa. Así sería un fórum de mayor deliberación, en donde los periodos de seis años permitirían a los Senadores a no depender totalmente de la opinión pública como en los casos de periodos cortos. La Constitución establece que se requiere de la aprobación de ambas cámaras para aprobar una ley.
El Senado de los Estados Unidos fue nombrado a imagen y semejanza del Senado romano. El nombre se deriva del senatus, latín para consejo de ancianos (de senex que significa anciano en latín).
El artículo quinto de la Constitución estipula que no se puede crear ninguna enmienda constitucional para privar a un estado de su sufragio igualitario en el Senado sin el consentimiento de ese estado. El Distrito de Columbia y todos los demás territorios no tienen derecho a representación ni se les permite votar en ninguna de las cámaras del Congreso. Tienen delegados oficiales sin derecho a voto en la Cámara de Representantes, pero ninguno en el Senado. El Distrito de Columbia y Puerto Rico eligen cada uno adicionalmente dos "Senadores Sombra", pero solo son funcionarios de sus respectivos gobiernos locales y no miembros del Senado de los Estados Unidos. Estados Unidos ha tenido 50 estados desde 1959, por lo que el Senado ha tenido 100 senadores desde 1959.
La disparidad entre los estados más y menos poblados ha aumentado desde el Compromiso de Connecticut, que otorgó a cada estado dos miembros del Senado y al menos un miembro de la Cámara de Representantes, para un mínimo de tres electores presidenciales, independientemente de la población. En 1787, Virginia tenía aproximadamente diez veces la población de Rhode Island, mientras que en la actualidad California tiene aproximadamente 70 veces la población de Wyoming, según los censos de 1790 y 2000. Antes de la adopción de la Decimoséptima Enmienda en 1913, los senadores eran elegidos por las legislaturas estatales individuales. Los problemas con los puestos vacantes repetidos debido a la incapacidad de una legislatura para elegir senadores, las luchas políticas dentro del estado, el soborno y la intimidación llevaron gradualmente a un movimiento creciente para enmendar la Constitución para permitir la elección directa de senadores.

## Miembros y elecciones
El artículo primero de la Constitución establece que cada estado tendrá dos senadores. Originalmente cada legislatura del estado designaba a sus propios senadores, pero desde 1913 con la ratificación de la Enmienda Diecisiete los senadores son elegidos en elección popular directa. La Constitución también establece que ninguna enmienda constitucional puede privar a un estado de su igualdad de sufragio en el Senado sin el consentimiento del estado que se vería afectado. El Distrito de Columbia y los territorios federales no tienen derecho a ningún tipo de representación. Como hay 50 estados actualmente, el Senado tiene 100 miembros. Dentro de cada estado el senador de mayor antigüedad en su cargo es conocido como «senador sénior», y su contraparte es conocida como «senador júnior»; sin embargo, esta convención no tiene ningún significado oficial.

## Requisitos
La tercera sección del artículo I de la Constitución establece tres requisitos para los senadores: (1) cada senador debe tener al menos 30 años de edad; (2) deben ser ciudadanos de los Estados Unidos al menos desde hace nueve años; y (3) deben tener su residencia (en el momento de la elección) en el estado que buscan representar. Los requisitos de edad y de ciudadanía son más estrictos en cuanto a los senadores que en el caso de los representantes. James Madison en el Federalist No. 62, justifica ello argumentando que la «confianza en los senadores» debe recaer en personas cuya información y estabilidad sea más extensa.
El Senado (no el poder judicial) es el único juez de las calificaciones de un senador. Sin embargo, durante sus primeros años, el Senado no examinó de cerca las calificaciones de sus miembros. Como resultado, cuatro senadores que no cumplieron con el requisito de edad fueron admitidos en el Senado: Henry Clay (de 29 años en 1806), John Jordan Crittenden (de 29 años en 1817), Armistead Thomson Mason (de 28 años en 1816) y John Eaton (28 años en 1818). Sin embargo, este hecho no se ha repetido desde entonces. En 1934, Rush D. Holt Sr. fue elegido para el Senado a la edad de 29 años; esperó hasta cumplir los 30 años (el próximo 19 de junio) para prestar juramento. En noviembre de 1972, Joe Biden fue elegido para el Senado a la edad de 29 años, pero cumplió 30 años antes de la ceremonia de juramentación de los senadores entrantes en enero de 1973.
La Decimocuarta Enmienda a la Constitución de los Estados Unidos descalifica como senador a cualquier oficial federal o estatal que haya tomado el juramento requerido para apoyar la Constitución, pero que luego se haya involucrado en una rebelión o ayudado a los enemigos de los Estados Unidos. Esta disposición, que entró en vigor poco después del final de la Guerra Civil, tenía la intención de evitar que aquellos que se habían aliado con la Confederación sirvieran. Sin embargo, esa Enmienda también proporciona un método para eliminar esa descalificación: un voto de dos tercios de ambas cámaras del Congreso.

## Falta de representatividad
En virtud de su composición, el Senado de los Estados Unidos es una de las cámaras elegidas directamente menos representativas del mundo. De hecho, cada estado tiene dos representantes independientemente de su población, lo que da un poder desproporcionado a los estados rurales poco poblados, que apoyan más al Partido Republicano.
Por ejemplo, California tiene el mismo número de representantes que Wyoming, a pesar de tener una población de 39 millones de habitantes en 2019, lo que supone un aumento de 78 veces. Así, la voz de un californiano vale solo alrededor del 1.282% del peso de la voz de un wyomingo en el Senado. Esto contrasta con la Cámara de Representantes que asigna sus miembros basándose en población y Wyoming tiene tan solo 1 representante pero California tiene 53.
Esto significa que 41 senadores que representan menos del 11% de la población pueden bloquear cualquier legislación utilizando el filibusterismo. Además, 34 senadores de estados que representan no más del 5% de la población pueden bloquear todas las reformas constitucionales, que deben ser aprobadas por una mayoría de dos tercios en ambas cámaras del Congreso.
Esta distorsión tiene un impacto en la representación étnica de los americanos en el Senado. Por ejemplo, la voz de un ciudadano afrodescendiente o hispano tendrá menos peso en promedio que la de un ciudadano blanco, ya que los ciudadanos hispanos y negros tienden a vivir en los estados más poblados.

## Composición actual

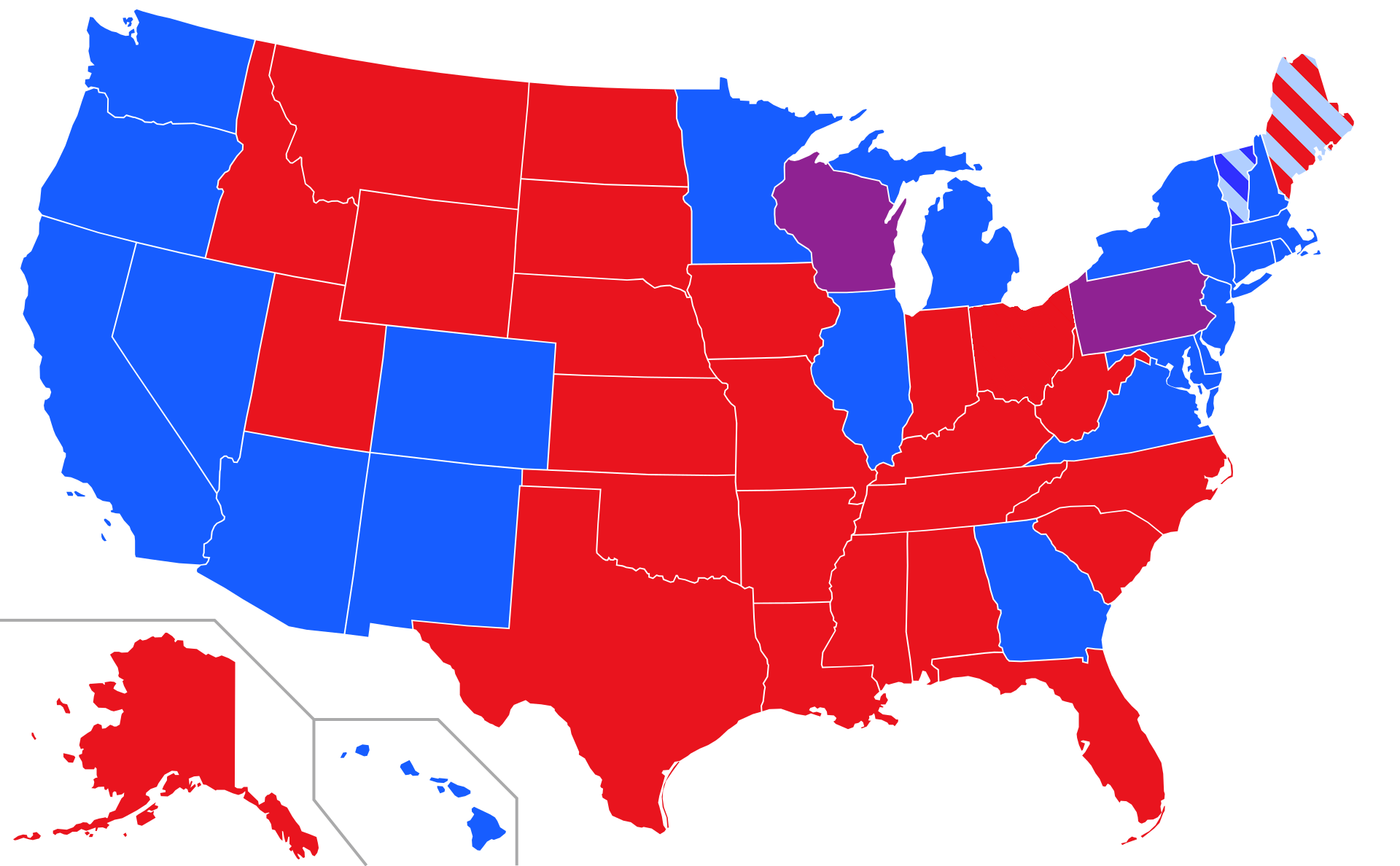
Miembros del Senado de los Estados Unidos para el 119.º Congreso: rojo (republicano), azul (demócrata), morado (1 republicano y un demócrata), azul y azul celeste (1 demócrata y un independiente), rojo y azul celeste (1 republicano y un independiente)

### Afiliación partidaria
La afiliación partidaria actual del Senado durante el 119.º Congreso:
|  | Afilicación         | Miembros |
|  | Partido Republicano | 52       |
|  | Partido Demócrata   | 47       |
|  | Vacante             | 1        |

### Líderes del Senado
Líderes del Senado de la sección del 119.º Congreso (2025-2027) de los Estados Unidos:

#### Presidente del Senado
| Presidente del Senado |
| J. D. Vance           |
| 2025-Presente         |
| J. D. Vance           |
| Republicano de Ohio   |

#### Presidentepro temporedel Senado
| Presidente pro tempore del Senado |
| Chuck Grassley                    |
| 2025-Presente                     |
| Patty Murray                      |
| Republicano de Iowa               |

#### Líder de la Mayoría
| Líder de la Mayoría         |
| John Thune                  |
| 2021-Presente               |
| John Thune                  |
| Republicano de South Dakota |

### Líder de la Minoría
| Líder de la Minoría     |
| Chuck Schumer           |
| 2021-Presente           |
| Chuck Schumer           |
| Demócrata de Nueva York |